# Xystrocera vicina
Xystrocera vicina är en skalbaggsart som beskrevs av Ferreira 1954. Xystrocera vicina ingår i släktet Xystrocera och familjen långhorningar. Inga underarter finns listade i Catalogue of Life.